# Elías Ricardo Figueroa
Elías Ricardo Figueroa Silva (Paysandú, 26 de enero de 1988) es un exfutbolista uruguayo que jugaba como delantero.
Surgió en el Sportivo Independencia del departamento de Paysandú. Elías Ricardo Figueroa supo ser una promesa del fútbol uruguayo. Integró la selección sub-20 en 2007 y compartió equipo con Suárez y Cavani, entre otros.
Los años pasaron y Figueroa no pudo concretar sus aspiraciones en Liverpool Fútbol Club de Montevideo. El 7 de agosto de 2013 acordó su traspaso al Club Deportivo Huachipato de Chile. El 13 de marzo de 2014 vuelve al fútbol uruguayo para jugar en Central Español Fútbol Club.
En el 2017 firma contrato con el Salto Uruguay Fútbol Club.
Su padre le puso su nombre en recuerdo del exfutbolista chileno Elías Figueroa, al ser hincha del Club Atlético Peñarol, donde militó.

### Selección juvenil Uruguaya
| Copa                                | Sede      | Resultado        | Partidos | Goles |
| ----------------------------------- | --------- | ---------------- | -------- | ----- |
| Campeonato Sudamericano Sub-17 2005 | Venezuela | Subcampeón       | ?        | ?     |
| Copa Mundial Sub-17 2005            | Perú      | Fase de grupos   | 3        | 2     |
| Campeonato Sudamericano Sub-20 2007 | Paraguay  | Tercer lugar     | 9        | 2     |
| Copa Mundial Sub-20 de 2007         | Canadá    | Octavos de final | 4        | 0     |

## Clubes
| Club                   | País     | Año       |
| ---------------------- | -------- | --------- |
| Liverpool              | Uruguay  | 2005-2013 |
| Huachipato             | Chile    | 2013-2014 |
| Central Español        | Uruguay  | 2014      |
| Apollon Kalamarias     | Grecia   | 2015      |
| El Tanque Sisley       | Uruguay  | 2015-2016 |
| Sportivo Independencia | Uruguay  | 2016      |
| Salto Uruguay          | Uruguay  | 2017      |
| Liverpool              | Uruguay  | 2017      |
| Oriental Dragon        | Portugal | 2019      |